# Майкл О'Рейлі
Майкл О'Рейлі (англ. Michael O'Reilly, 30 квітня 1993, Клонмель, Ірландія) — ірландський боксер, призер чемпіонату світу серед аматорів.

## Аматорська кар'єра
2014 року Майкл О'Рейлі зайняв друге місце на чемпіонаті Європейського Союзу.
На Європейських іграх 2015 став чемпіоном.
- У 1/16 фіналу переміг Санджина Вргоча (Хорватія) — 3-0
- У 1/8 фіналу переміг Еміра Шаботича (Монтенегро) — 3-0
- У чвертьфіналі переміг Альяжа Венко (Словенія) — 3-0
- У півфіналі переміг Максима Коптякова (Росія) — WO
- У фіналі переміг Хайбулу Мусалова (Азербайджан) — 3-0

На чемпіонаті світу 2015, здобувши перемоги над трьома суперниками, у тому числі над чемпіоном світу 2013 Жанібеком Алімханули (Казахстан) і програвши у півфіналі Бектеміру Мелікузієву (Узбекистан) — 1-2, завоював бронзову медаль.
Майкл О'Рейлі кваліфікувався на Олімпійські ігри 2016, але напередодні церемонії відкриття Олімпійських ігор був відсторонений від участі через виявлені у його тесті заборонені речовини.